# Jean-Baptiste-Donatien de Vimeur de Rochambeau
« Rochambeau » redirige ici. Pour les autres significations, voir Rochambeau (homonymie).
Jean-Baptiste-Donatien de Vimeur, comte de Rochambeau, né le 1er juillet 1725 à Vendôme et mort le 10 mai 1807 à Thoré-la-Rochette (Loir-et-Cher), est un général français.
Il s'illustre à la tête du corps expéditionnaire français lors de la guerre d'indépendance des États-Unis (1775-1783). Il termine sa carrière militaire avec la dignité de maréchal de France.

## Biographie

### Origine

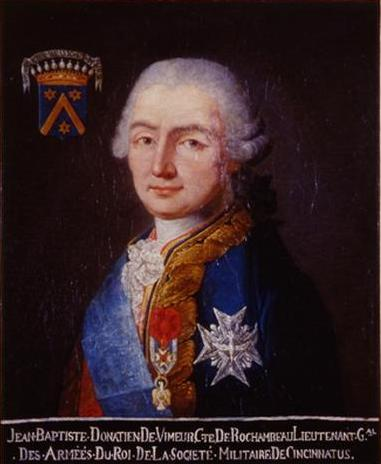

Fils de Joseph Charles de Vimeur de Rochambeau, gouverneur de Vendôme, et de Marie-Claire Thérèse Bégon, gouvernante des enfants du duc d'Orléans, et petit-neveu de l'amiral François-César de Vimeur de Rochambeau, il était à l'origine destiné à l’Église et fut élevé au collège des Oratoriens de Vendôme puis par les jésuites au collège de Blois. Mais après la mort de son frère plus âgé, il devient cornette en 1742 au régiment de cavalerie de Saint-Simon devenue d'Archiac, et il sert en Bohême, en Bavière et sur le Rhin.

### Carrière militaire
Il devint aide de camp de Louis-Philippe d'Orléans, et est bientôt cité dans l'armée pour sa bravoure et son habileté dans les manœuvres notamment dans la petite guerre, le renseignement et les missions de reconnaissance.
Nommé colonel du régiment de La Marche en 1747, il se distingue au siège de Maastricht en 1748, et devient le gouverneur de Vendôme en 1749. Après s'être distingué en 1756 lors de l’expédition de Minorque, en particulier lors du siège de Mahón, il est promu général de brigade dans l'infanterie et colonel du régiment d'Auvergne. En 1758, il combat en Allemagne, notamment à Krefeld, et reçoit plusieurs blessures à la bataille de Clostercamp le 15 octobre 1760 au cours de laquelle son action est décisive. Il est nommé maréchal de camp en 1761 et inspecteur de l'infanterie. Il est alors fréquemment consulté par les ministres pour des points techniques. Rochambeau devient un expert militaire. La fonction d'inspecteur doit permettre au roi de pouvoir choisir parmi ce vivier les futurs généraux en chef de ses armées. Il est en conséquence reçu Grand Croix dans l'ordre royal et militaire de Saint-Louis le 9 décembre 1771.

### Guerre d'indépendance des États-Unis

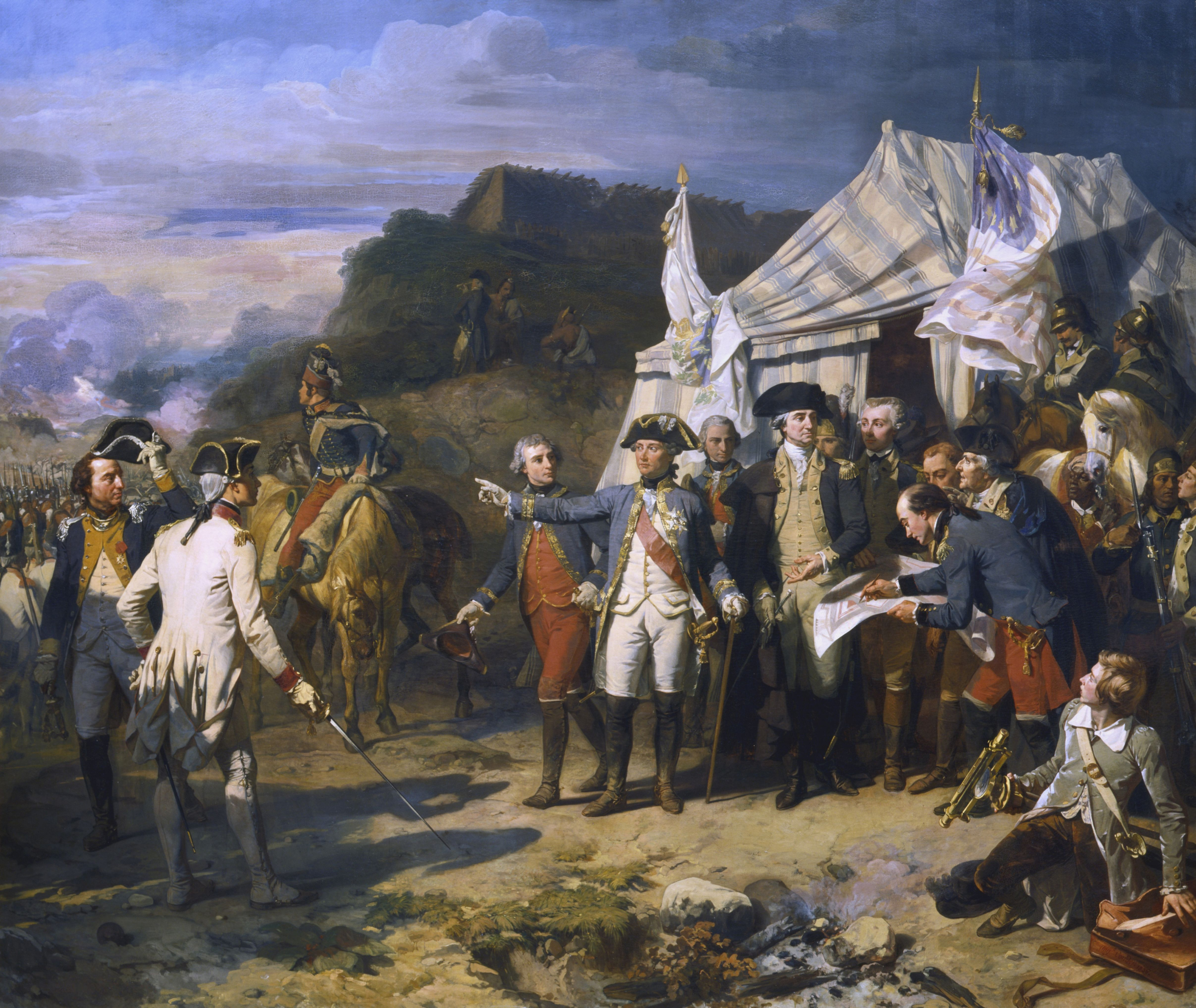
La Prise de Yorktown par Auguste Couder (1789-1873), 1836, Galerie des Batailles, château de Versailles. Rochambeau et Washington donnant leurs derniers ordres avant la bataille.

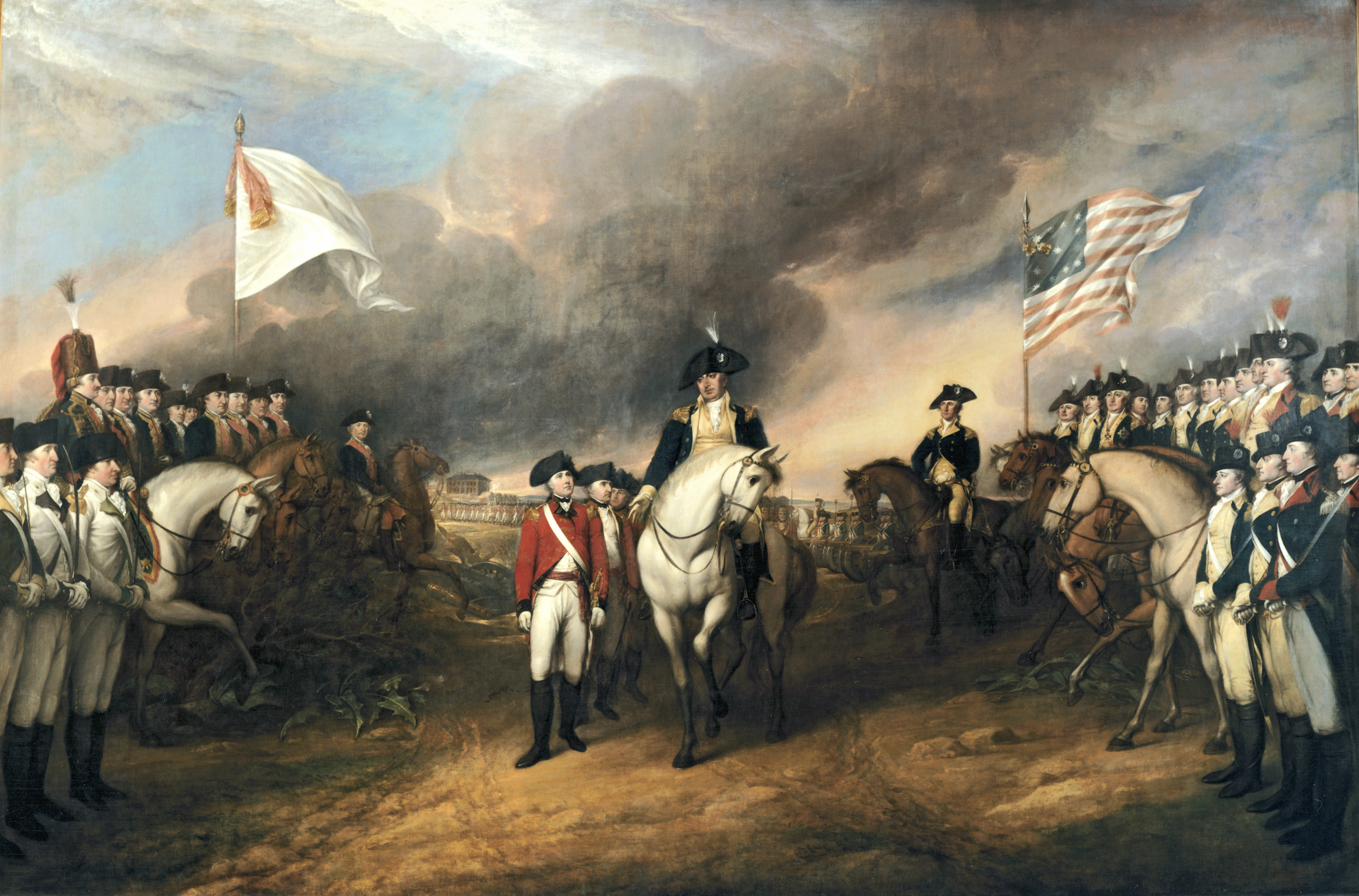
La Reddition de Lord Cornwallis par John Trumbull (1756-1843), 1817. Rochambeau est représenté à gauche, auprès des troupes françaises.

En 1780, il est envoyé, avec le rang de lieutenant-général, à la tête de 6 000 hommes des troupes françaises pour aider les colons américains dirigés par George Washington contre les troupes britanniques.
Il débarque à Newport, Rhode Island le 10 juillet 1780. Son armée est contrainte à l'inaction à cause du remboursement des frais engagés par les commissaires français Ethis de Corny et le Consul Holker. La disparition de ces fonds empêche l'armée de pouvoir s'équiper en train, voiture et charriots ainsi qu'en chevaux pour lancer une campagne. De plus, la présence de la Royal Navy devant Newport pendant tout l'automne et l'hiver nécessite de protéger la flotte française du chevalier de Ternay, bloquée par les Britanniques faisant relâche à la Narragansett.
Enfin, en juillet 1781, ses troupes peuvent quitter Rhode Island et, en marchant à travers le Connecticut, rejoindre Washington dans le comté de Westchester (État de New York). Leur première rencontre a lieu dans la commune de Mount Kisco, qui fait alors partie de celle de North Castle. Les deux armées établissent ensuite des camps dans la commune voisine de Hartsdale, où elles effectuent du 4 juillet au 19 août 1781, des manœuvres communes ainsi que des reconnaissances armées vers Manhattan, que Washington veut reprendre aux Anglais. C'est lors de ce séjour à Hartsdale que Rochambeau parvient à convaincre Washington de ne pas attaquer l'île de Manhattan, trop bien défendue et trop difficile à attaquer ; il le décide à aller attaquer le général anglais Cornwallis qui, après avoir saccagé les Carolines avec ses troupes, vient de prendre ses quartiers d'hiver à Yorktown (Virginie).
Les deux armées lèvent le camp pour Yorktown, où elles arrivent en septembre. Elles font leur jonction avec les corps de troupes américaines commandées par La Fayette et reçoivent des renforts par la mer alors que la flotte française assure un blocus efficace. Un siège de plusieurs jours permet la victoire de Yorktown, forçant Charles Cornwallis à se rendre, le 19 octobre. Cette victoire scelle la fin de la guerre révolutionnaire américaine et permet l'indépendance effective des États-Unis d'Amérique.
Lors de cette campagne Rochambeau montre un excellent esprit, se plaçant entièrement sous le commandement de Washington et dirigeant ses troupes en tant qu'élément de l'armée américaine. Pour témoigner de sa gratitude, le Congrès le remercie, lui et ses troupes. Lors de son retour en France, il est honoré par Louis XVI, qui lui décerne l'ordre du Saint-Esprit et le fait gouverneur de Picardie et de l'Artois.

### La Révolution française
En 1789, il adopte les principes nouveaux, mais avec modération.
Une loi du 28 décembre 1791 lui confère le bâton de maréchal, quelques jours après sa nomination comme général en chef de l'armée du Nord. Il en dirige les premières opérations mais, contrarié dans ses plans par le ministre de la Guerre, le général Dumouriez, il en démissionne le 15 mai 1792 et se retire dans sa ville natale.
Arrêté pendant la Terreur, il échappe de peu à la guillotine : il est libéré après la chute de Maximilien de Robespierre.
Il est pensionné par Bonaparte et meurt à Thoré-la-Rochette (Loir-et-Cher) en 1807.

## Hommages

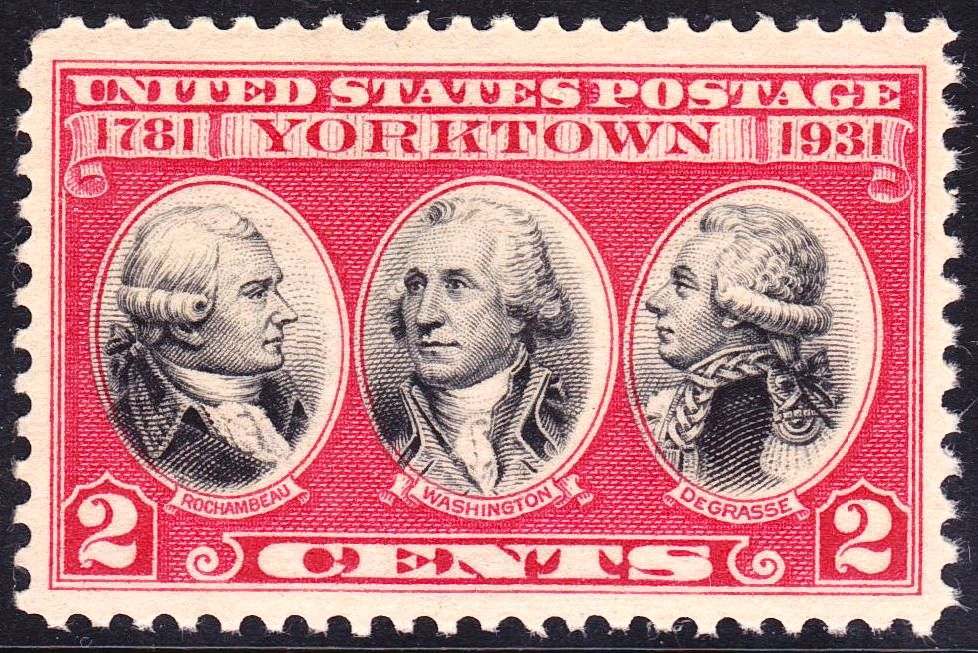
Timbre américain de 1931 rendant hommage à Rochambeau (gauche), George Washington et de Grasse, à l'occasion du de la bataille de Yorktown.

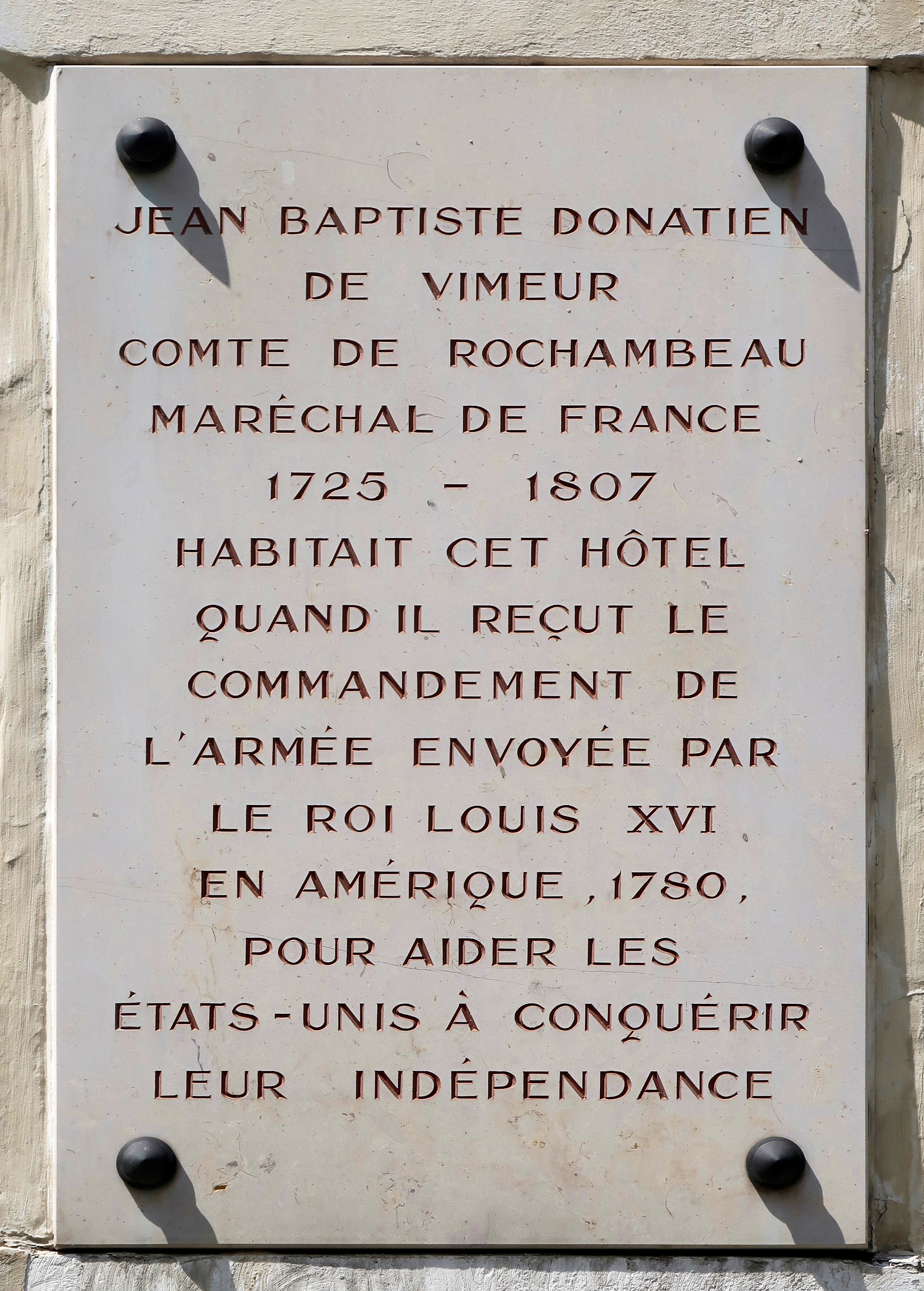
Plaque hôtel de Rochambeau, 40 rue du Cherche-Midi (Paris).

- Une première statue est érigée à Vendôme (Loir-et-Cher) en 1900 sur un piédestal de l'architecte Boué, ce qui donne lieu à de grandes festivités auxquelles a participé l'ambassadeur des États-Unis en France. Ce dernier demande que l'artiste vendômois Fernand Hamar en refasse une pour la ville de Washington. Elle sera réquisitionnée par l'Occupant en janvier 1942, et fondue pour son poids de métal, en contribution à l'effort de guerre. Un moulage de la statue de Washington a été installé en 1974 sur la place Saint-Martin de Vendôme grâce à une contribution de la Société des Cincinnati[4].
- Un monument dédié à Rochambeau, réalisé par Fernand Hamar, et présenté comme cadeau de la France aux États-Unis, fut inauguré à la place La Fayette à Washington par le président Theodore Roosevelt le 24 mai 1902. La cérémonie fut tenue à l'occasion d'une grande démonstration d'amitié entre les deux nations. La France était représentée par son ambassadeur, Jules Cambon, l'amiral Fournier et le général Brugère, un détachement des marins et des soldats de marine du vaisseau de guerre Gaulois était présent. Des représentants des familles La Fayette et Rochambeau étaient présents également. Parmi les nombreux discours, le plus étonnant, peut-être, fut celui du sénateur Henry C. Lodge qui, assez curieusement dans ces circonstances, préfaça son appréciation éloquente des services fournis à la cause américaine par la France par un croquis rappelant que l'arrivée des Français aux États-Unis avait été précédée par l'Angleterre et ses colons.
- Statue érigée sur la place Rochambeau, dans le 16e arrondissement de Paris.
- Une quatrième statue identique aux trois premières fut érigée à Newport (RI) où eut lieu le débarquement du corps expéditionnaire français en juillet 1780.
- Entre sa construction par l'armée américaine en 1943 et 2012, l'aéroport de Cayenne porte le nom de Rochambeau, en son honneur. Toutefois, l'homonymie avec son fils Donatien-Marie-Joseph de Rochambeau, tristement célèbre pour sa violence lors de l'expédition de Saint-Domingue, incite les autorités guyanaise à renommer l'aéroport en 2012. Il porte désormais le nom de Félix Éboué[5].
- En 1931, à bord du Duquesne, le maréchal Pétain s'est rendu en Amérique pour assister aux fêtes d'anniversaire de la capitulation de Yorktown. Le gouvernement français avait remis trois médailles commémoratives (or, argent et bronze), du graveur P. Turi, sur lesquelles se trouvent les profils de George Washington, de François de Grasse et de Rochambeau. Le revers montre le plan de la prise de la ville (illustration no 231 du 17 octobre 1931).
- La Compagnie générale transatlantique exploita un paquebot transatlantique nommé Rochambeau (paquebot) 1911 et 1934.
- L'USS Rochambeau (AP-63) (en) était un navire de transport de la Marine américaine (US Navy) durant la Seconde Guerre mondiale. C'était initialement un paquebot français des Messageries maritimes nommé Maréchal-Joffre, qui fut restitué à celles-ci après la guerre.
- La promotion EOR 304 83/04 du 3e bataillon de l'École Spéciale Militaire de Saint-Cyr à Coëtquidan (avril 1983 - juillet 1983) porte le nom COMTE de ROCHAMBEAU - 1783
- « Les Rochambelles » désigne les volontaires françaises conductrices ambulancières de l'unité Rochambeau dans la 2e division blindée (2e DB) du général Philippe Leclerc pendant la Seconde Guerre mondiale. Elles ont été recrutées par le « Groupe Rochambeau » fondé par Florence Conrad à New York en 1943, un nom donné en hommage au comte de Rochambeau.
- Le lycée français de Bethesda en banlieue de Washington a été baptisé Rochambeau.
- Un salon de l'hôtel de Brienne, siège actuel du ministère français de la Défense, porte le nom de salon Rochambeau.
- Un bâtiment dans le port militaire de Cherbourg, porte le nom de Rochambeau.
- La promotion de Nacarats (secondes) de la maison d'éducation de la Légion d'honneur de Saint-Denis de 2022 porte son nom, la promotion ROCHAMBEAU.
- Le jeu pierre-papier-ciseaux se dit Roshambo aux États-Unis.

## Mariage et descendance
Il épouse le 22 décembre 1749, Jeanne-Thérèse Tellez d'Acosta, belle-sœur d'Étienne-Michel Bouret, avec laquelle il a un fils :
- Donatien-Marie-Joseph de Rochambeau (7 avril 1755 – 18 octobre 1813)

## Armoiries
| Figure | Blasonnement                                                                                   |
|        | D'azur, au chevron d'or, accompagné de trois molettes du même. DeviseVIVRE EN PREUX, Y MOURIR. |

### Sources et bibliographie
- Abbé Robin, Nouveau voyage dans l'Amérique septentrionale en l'année 1781 et campagne de l'armée de M. le Comte de Rochambeau, Paris, chez Moutard, 1782.
- Jean-Edmond Weelen (préf. Gabriel Hanotaux), Rochambeau (1725-1807), Plon, 1934, 279 p. (lire en ligne)
- Solange et Daniel Lecomte, Rochambeau, coll. « l'Histoire et le Moment », Lavauzelle, 1976
- François Grouvel, Histoire chronologique de la Martinique pendant la Révolution, ses gouverneurs et quelques autres…
- Marie-Hélène Morot-Sir 1608-2008 : Quatre cents hivers autant d'étés, Publibook, 2008,  (ISBN 2748341554) [lire en ligne]
- Tugdual de Langlais, Jean Peltier Dudoyer, l'armateur préféré de Beaumarchais, de Nantes à l'Isle de France, Éd. Coiffard, 2015, 340 p.  (ISBN 9782919339280)
- Arnaud Blondet, préface Iris de Rode Jeux de guerre, l'histoire de l'armée de Rochambeau au secours des États-Unis 1780-1781 TOME I, Éditions Jean-Jacques Wuillaume- Trace ta vie, collection Histoire et Patrimoine, 2024,384 pages.  (ISBN 9791095373513)
- conférence des associations Amis de Rochambeau et France-Etats-unis41 :https://www.youtube.com/watch?v=V958r618JWk&t=6s

### Filmographie
- 1962: La Fayette, joué par Jean Lanier